# DBS크루즈훼리

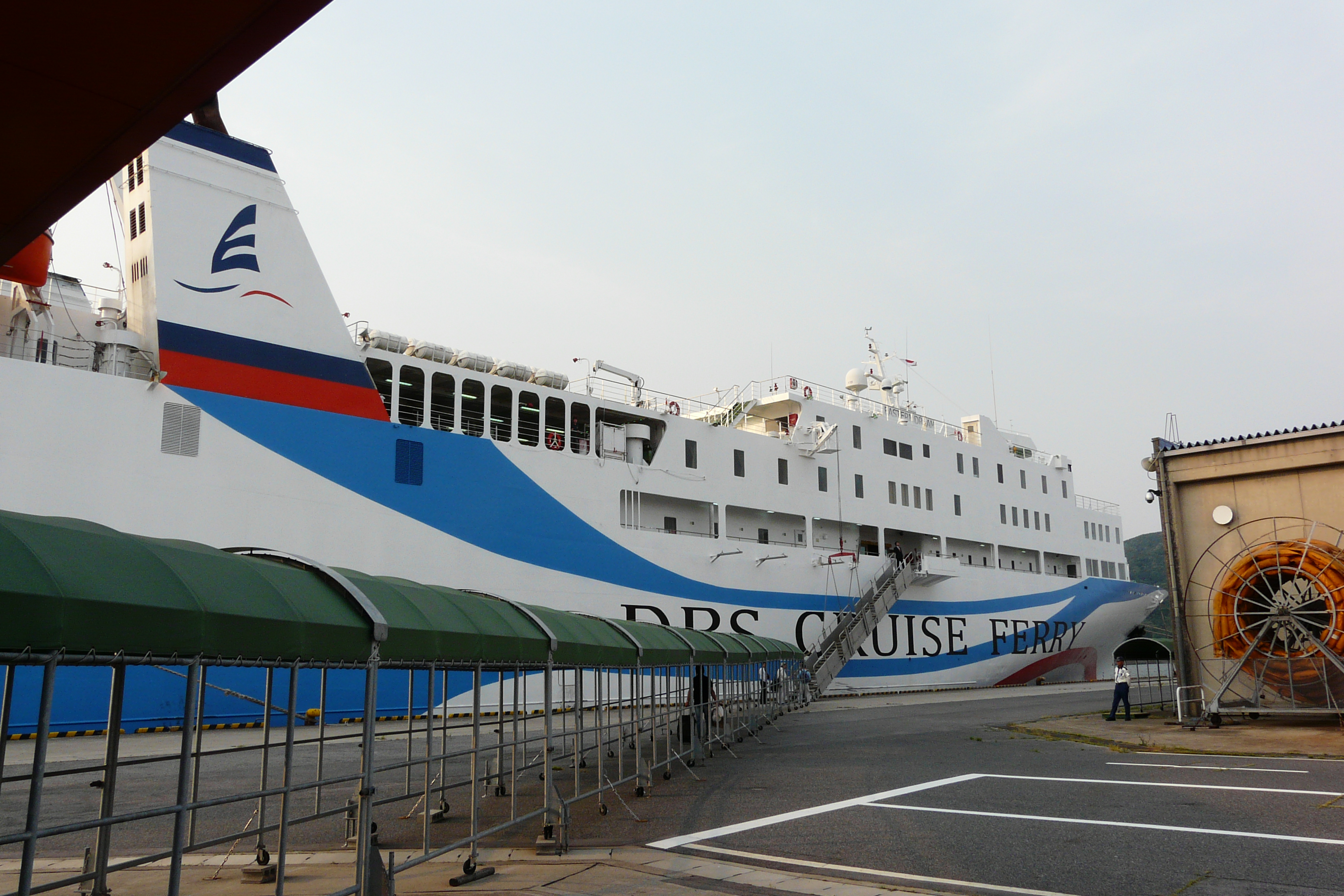
DBS크루즈훼리 소속 선박이며 국적은 특이하게도 파나마의 국적이다.

DBS크루즈훼리는 대한민국의 해운회사이자 선사이다. 이 선사는 동해항국제여객터미널과 일본의 사카이미나토시, 마이즈루시와 러시아의 블라디보스토크를 서로 연결하는 페리 노선인 이스턴 드림호를 운항하고 있다. 본사는 대한민국 서울특별시 중구 순화동에 있으며, 2009년 7월 12일을 기해 정식으로 설립하였다.  포항시에 소재하고 있는 지역 업체에 매각된 이후 포항에서 취항을 계획했으나 여러 이유로 일단 기존 노선 그대로 운행할 예정이다.

## 연혁
- 2007년 12월 : DBS크루즈훼리 법인 설립
- 2008년 2월 : 한일, 한러 3국간의 외항 정기 여객운송사업 면허 취득
- 2009년 3월 : 선박 인수와 동시에 리모델링 착수
- 2009년 6월 29일 : 정식 취항

## 운항 노선
하나의 선박으로 격일 단위로 주 1회 운항하고 있는 노선이다.
- 동해항 - 일본 사카이미나토항[1]
- 동해항 - 일본 마이즈루항
- 동해항 - 러시아 블라디보스토크항[2]

## 보유 선박
- 유일하게 파나마 국적의 선박인 이스턴 드림호(MV Eastern Dream)가 있으며, 이 선박은 1993년에 최초로 진수되었으며, 2009년 DBS크루즈훼리가 이 선박을 매입하였던 것으로 드러난다. 다만, 운영하는 국가는 대한민국임에도 불구, 중립적 관점(예:독도 분쟁, 주변국 간의 외교 갈등을 의식하는 경우 등)을 고려하여 국적을 어쩔 수 없이 파나마 것으로 등록한 것으로 추정된다.
- 선내 편의시설 이용시 사용 가능한 결제 수단은 대한민국 원, 일본 엔, 미국 달러, 신용카드 모두 가능하며, 러시아 루블 등 기타 통화는 사용할 수 없다.

## 갤러리

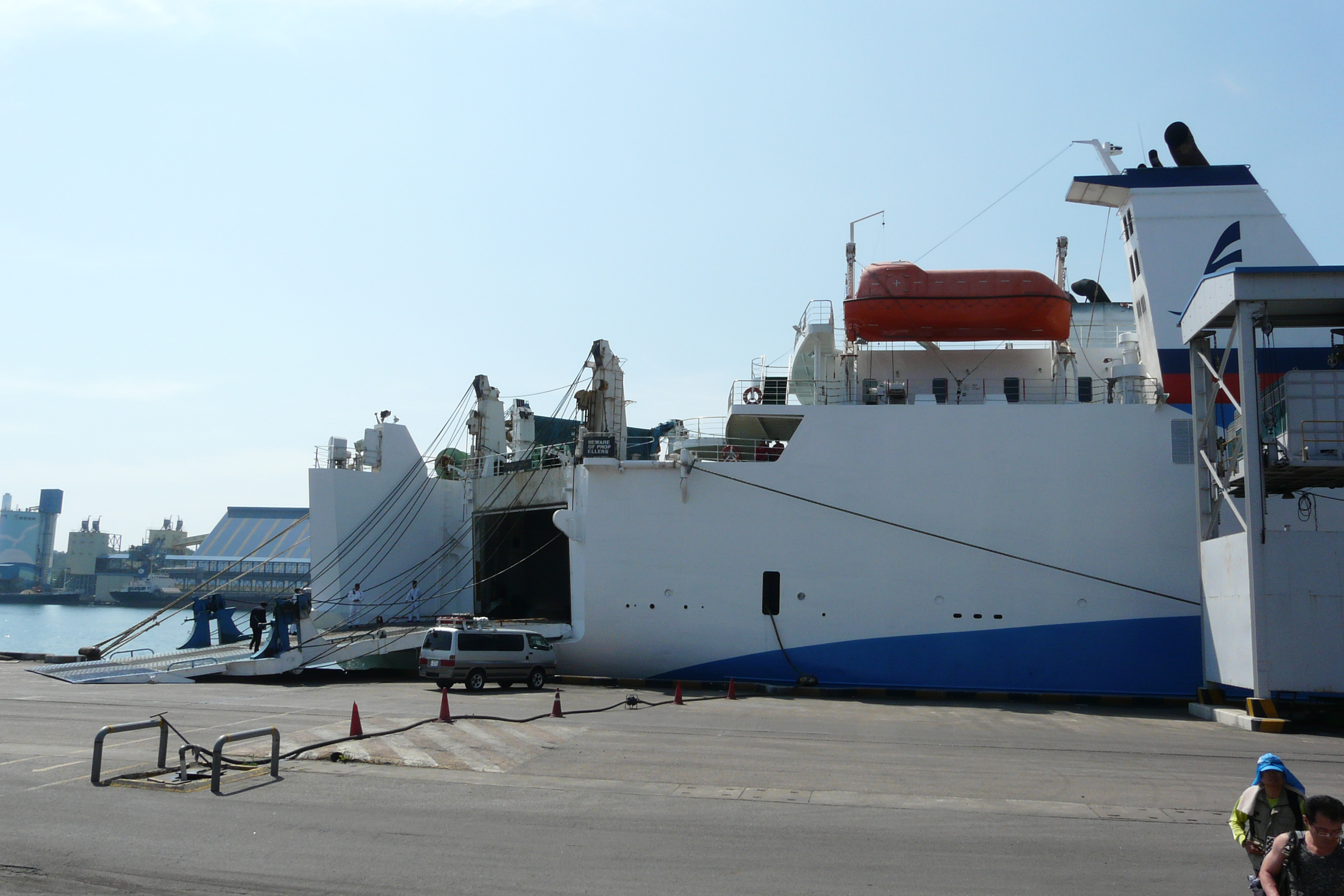
동해항에 정박중인 이스턴 드림호
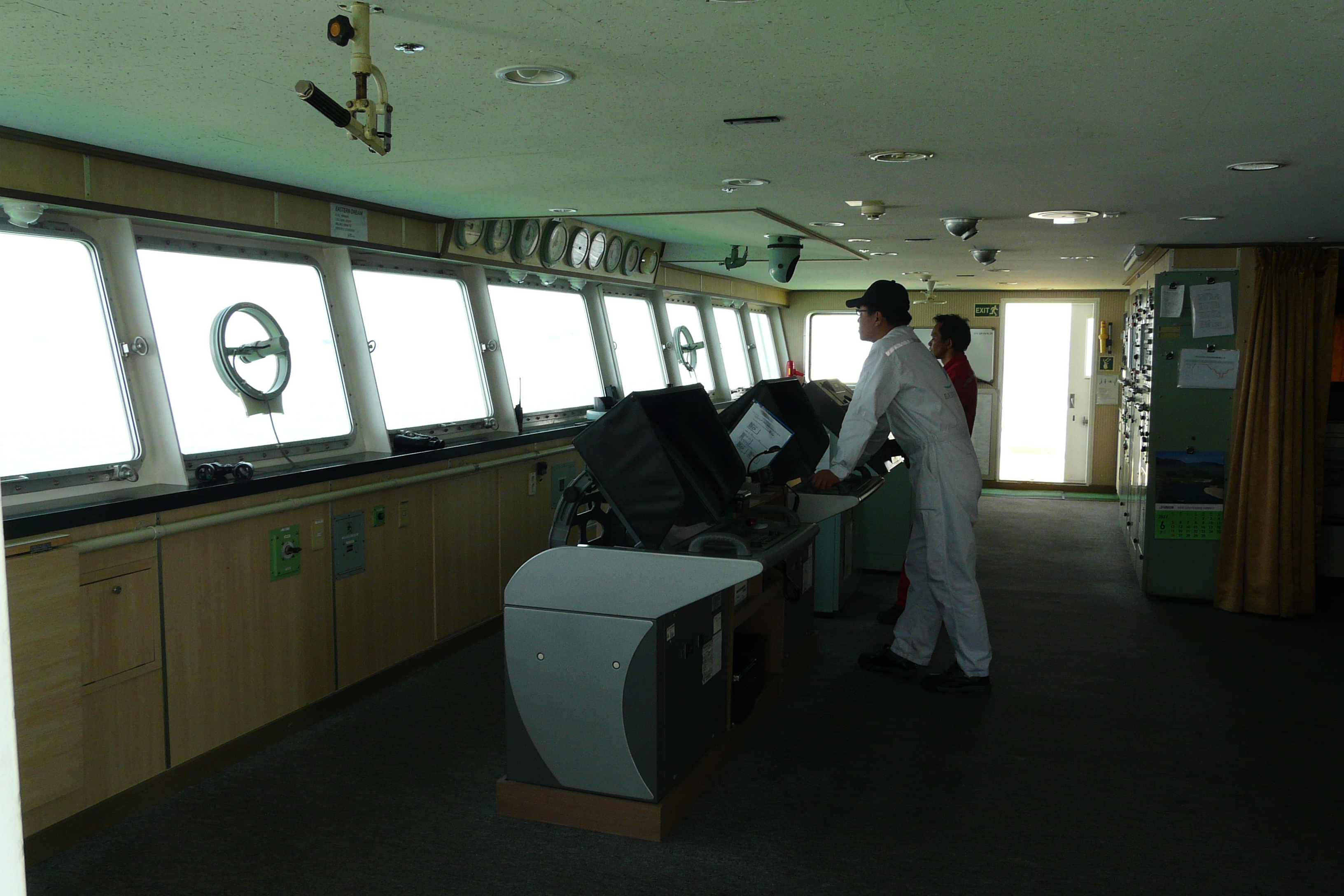
조타실
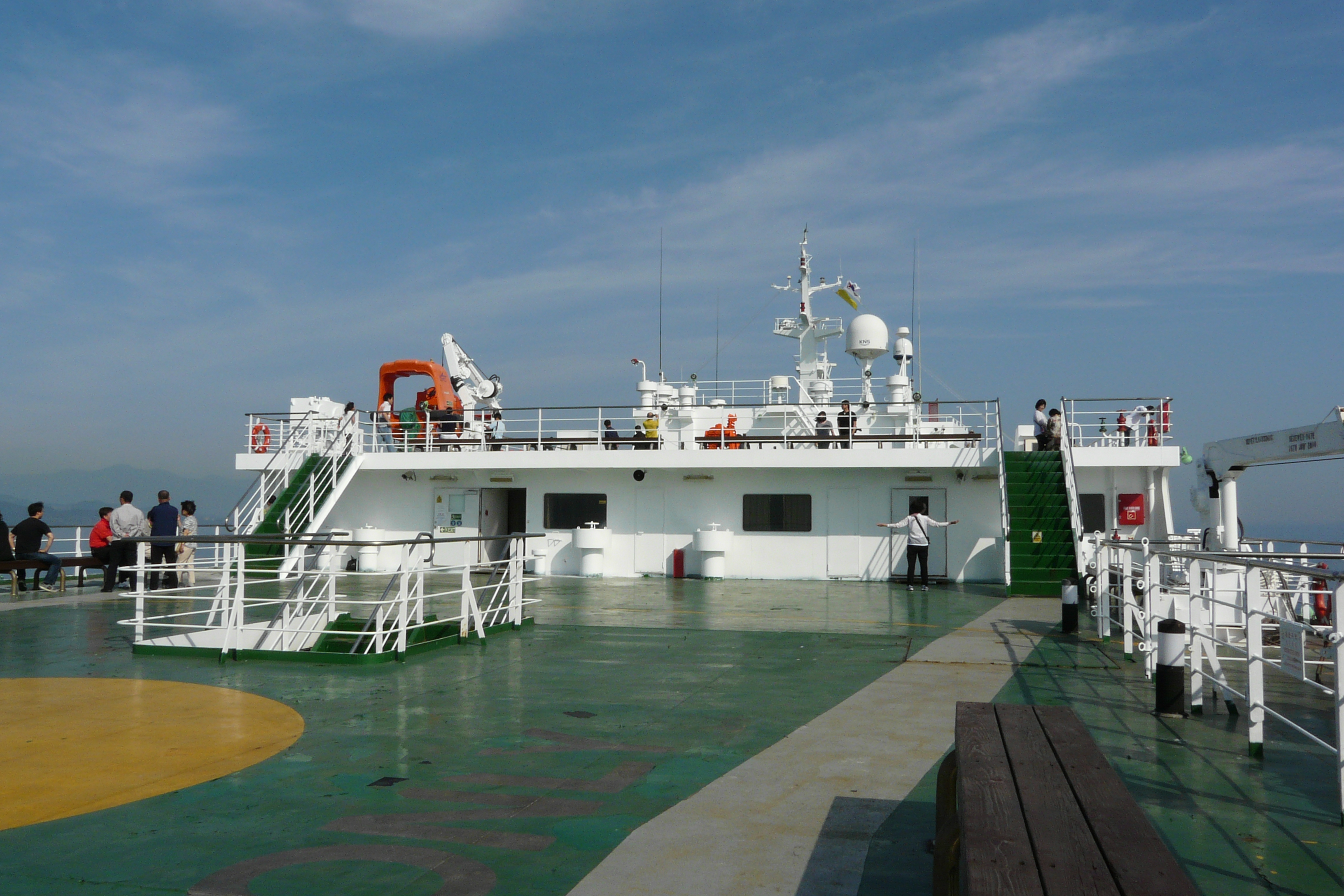
갑판 (출구와 계단이 있는 곳)
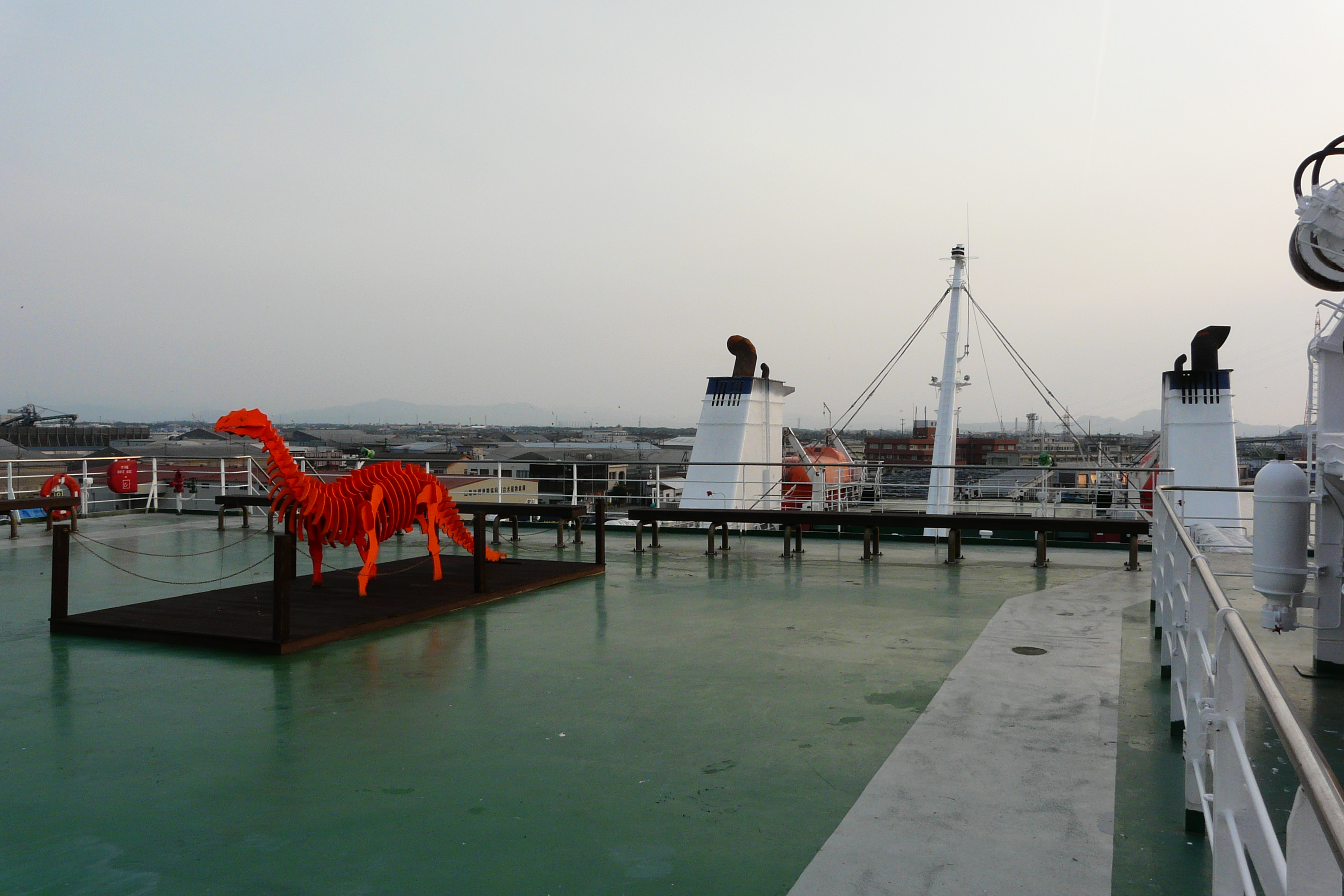
갑판 (반대 방향)
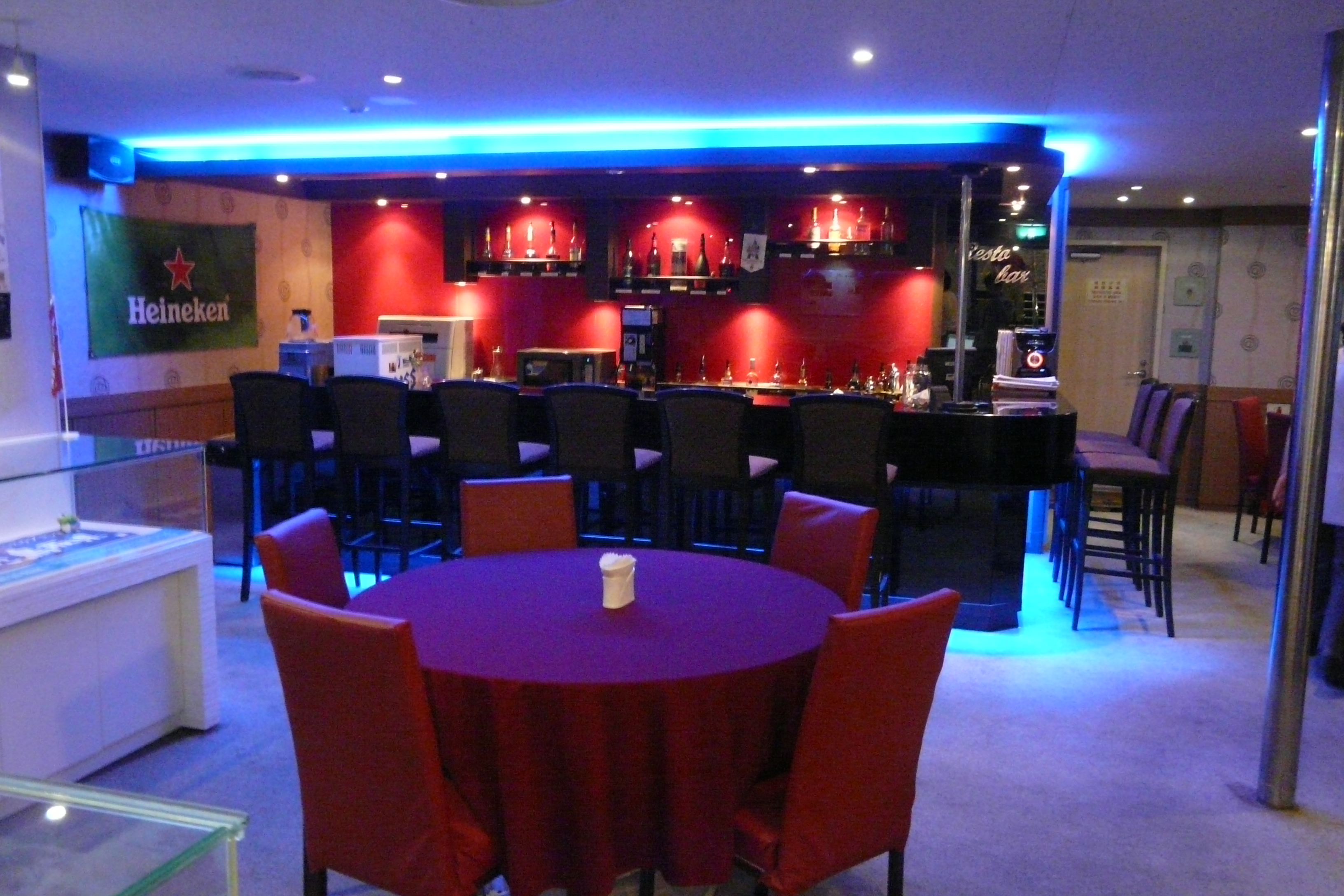
라운지
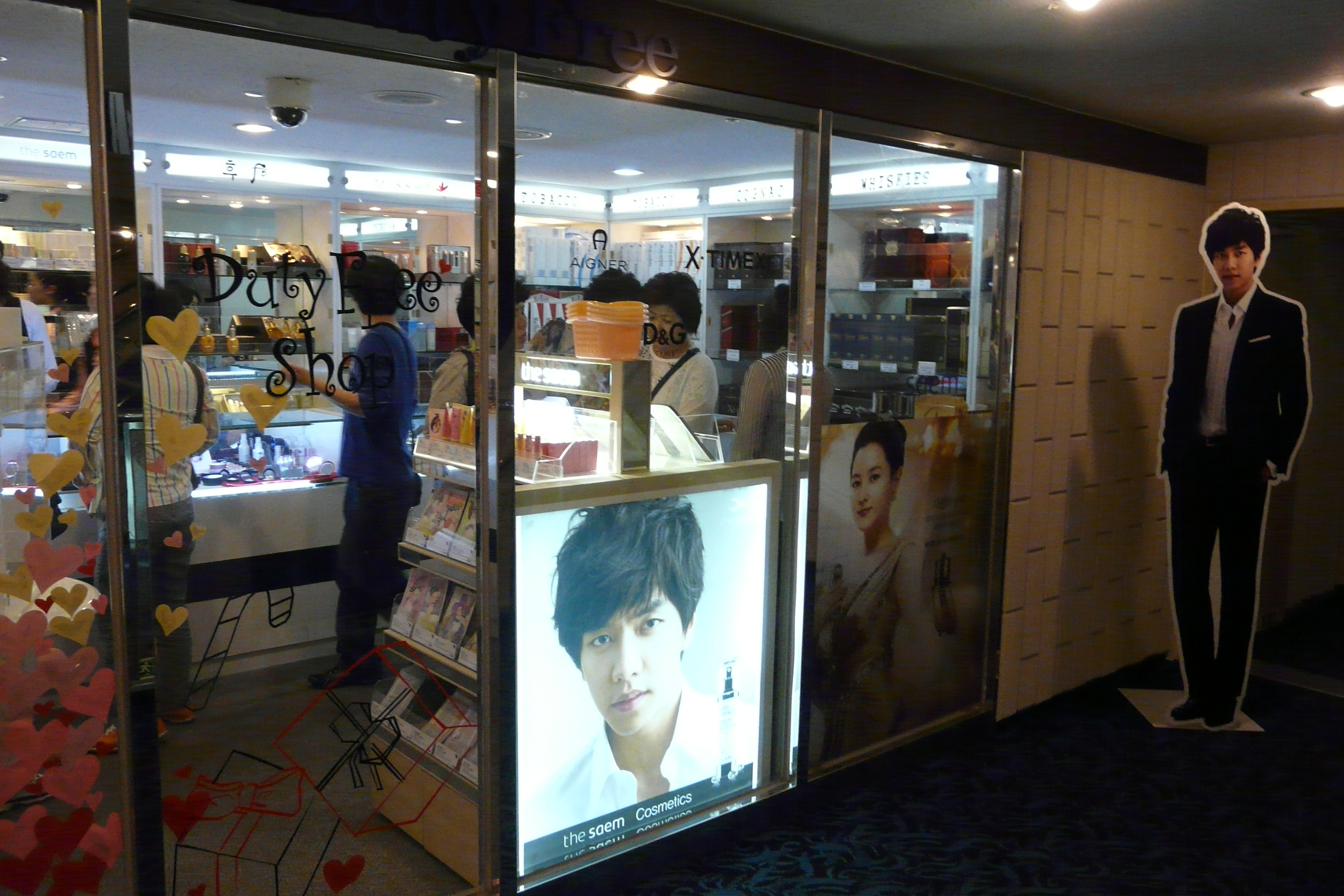
면세점
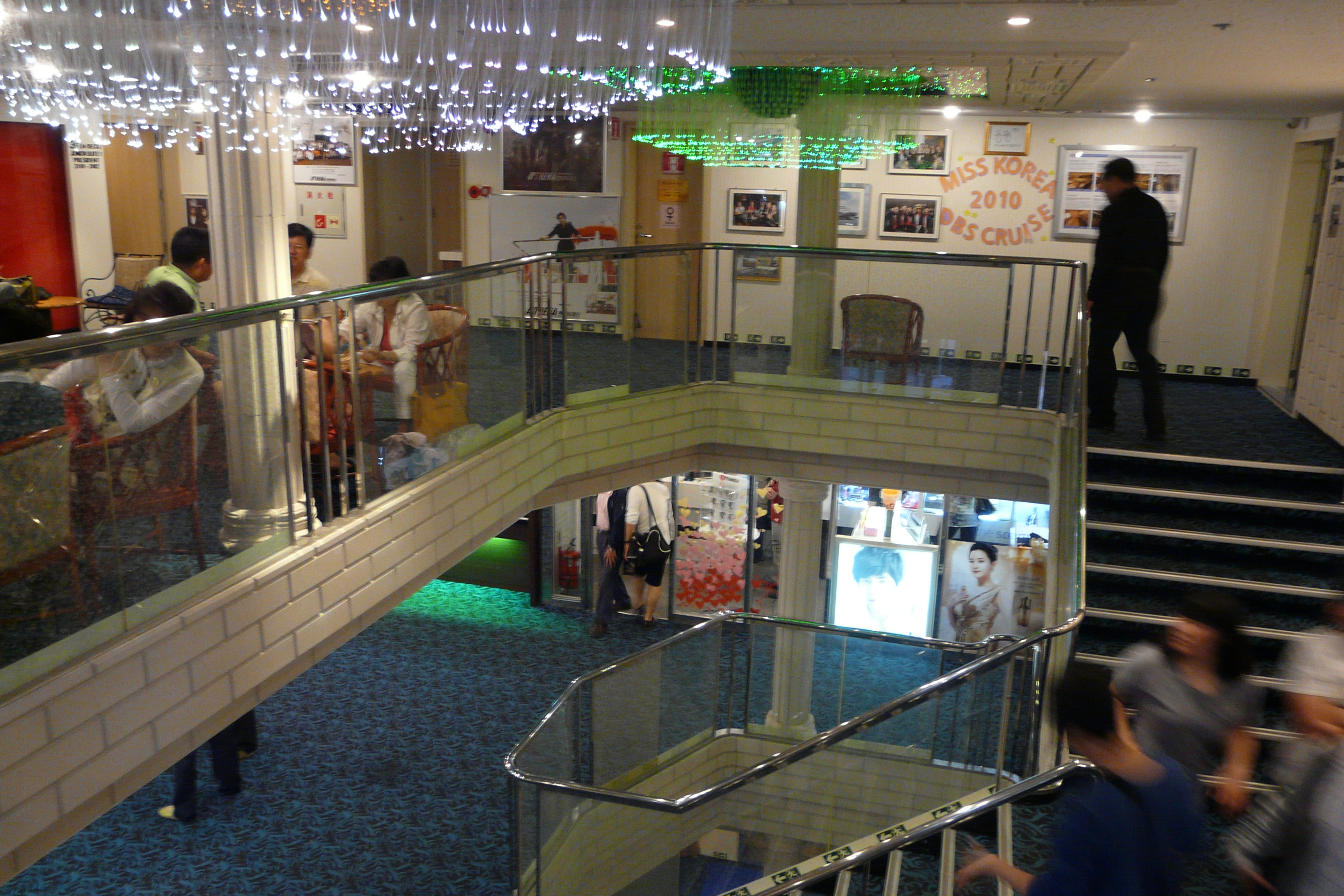
선내의 모습이다. 계단이 나선형으로 설계되어 있는 특이 사항을 둔다.

## 같이 보기
- 관부 훼리
- 대아고속해운
- 비틀 (고속선)
- 코비 (고속선)